# Новые муравьи в штанах
«Новые муравьи в штанах» — немецкая молодёжная комедия.

Тэглайн фильма — Эй девочки, я вернулся! (нем. Hey Mädels, ich bin wieder da!).
Фильм признан лучшей кинокомедией 2002 года на кинопремии «Deutscher Comedypreis».

## Сюжет
Сюжет фильма в комедийной форме обыгрывает переживания подростков. Центральный персонаж фильма — подросток Флориан Томас, вступивший в фазу пубертатного периода. Его школьный друг по кличке Рэд Булл даёт советы Флориану, как «общаться» с женщинами. Но чтобы понравиться Майе, Фло нужно действовать самостоятельно, например понравиться её родителям.

## В ролях
| Актёр               | Роль                     |
| ------------------- | ------------------------ |
| Тобиас Шенке        | Флориан Фло Томас        |
| Диана Амфт          | Майя Парадис             |
| Аксель Штайн        | Рудольф Рэд Булл / Ванда |
| Ребекка Моссельманн | Сильке                   |
| Михаэль Хербиг      | хирург                   |
| Кармен-Майя Энтони  | Фройлин Парадис          |
| Петра Цизер         | Фрау Парадис             |
| Аксель Мильберг     | Хер Парадис              |
| Том Ласс            | Дирк                     |
| Кристина Нойбауэр   | Школьный психолог        |
| Мириам фон Ферзен   | Фрау Мюлер               |

## Факты
- В сцене, когда РэдБулл (Аксель Штайн) в образе Ванды приходит в женскую команду хоккея на траве, происходит диалог между им и командой, где Ванда говорит, что она из Вупперталя. Вупперталь родной город Акселя Штайна.